# Amfreville-les-Champs, Seine-Maritime

Amfreville-les-Champs este o comună în departamentul Seine-Maritime, Franța. În 1 ianuarie 2022 avea o populație de 190 de locuitori.